# Horizonte (Ceará)
Horizonte é um município do estado do Ceará, Brasil. Localiza-se na microrregião de Pacajus, Região Metropolitana de Fortaleza a 40,1 km da capital cearense. Segundo o IBGE, Horizonte foi a cidade no Estado do Ceará que mais cresceu em população entre 2000 e 2010 - 65%.
A BR-116 é a principal via de acesso ao município, que conta também com um anel viário que liga a rodovia às BR-020 e 222. Horizonte encontra-se próximo ao um ponto estratégico para travessias pelo Oceano Atlântico e dispõe de um excelente acesso à América do Norte e Central, estando a 43,9 km do Aeroporto Internacional Pinto Martins, 47,8 km do Complexo Portuário do Mucuripe e 89,9 km do Porto de Pecém.
O município, antes distrito de Pacajus, era conhecido como Olho d'água. A cidade possui um clube de futebol: o Horizonte Futebol Clube, que manda seus jogos nos estádios Clenilsão e Domingão, sendo os dois localizados em Horizonte e de propriedade da prefeitura.
Um dos principais fatores que atraem migrantes para Horizonte é o seu consolidado polo industrial, que impulsiona a economia local e gera oportunidades de emprego. Isso contribui para a formação de uma população diversa, composta por pessoas vindas de várias regiões do Ceará em busca de melhores condições de vida. Além disso, por estar inserido na Região Metropolitana de Fortaleza, Horizonte torna-se uma alternativa estratégica para aqueles que desejam estar próximos da capital. Assim, o município acaba se consolidando como uma opção acessível e promissora para novos moradores — o que tem sido um fator determinante para o crescimento populacional cada vez mais acentuado nos últimos anos.

## Etimologia
A nomeação do município para Horizonte foi sugerida pela professora Raimunda Duarte Teixeira que ocorreu através do Decreto-Lei nº 1114, de 30 de dezembro de 1943 e tem significado referente a “lugar que a vista não alcança”, dando uma dimensão figurada à cidade. Sua denominação original era Olho d’Água, fazendo referência às inúmeras fontes hídricas existentes na região, depois Olho D'água do Venâncio, pois ficava numa das propriedade de Venâncio Raimundo de Sousa e desde 1988, Horizonte.

## História
A região às margens dos rios: rio Acarape e Mal Cozinhado era habitada por índios como os Jenipapo
e Kanyndé.
Com a missão dos jesuítas e expansão da pecuária surge o povoado. Os primeiros habitantes da região foram os índios Paiacus, grupo que vivia da caça, da pesca e do plantio nas terras daquela região.  No começo do século XVII, os índios foram aldeados por jesuítas e o território recebeu a denominação de Monte-mor-o-Velho e, posteriormente, Monte-mor-o-Novo, atual cidade de Pacajus.
A localidade, que depois se tornou vila e, posteriormente, o município denominado Guarani, foi extinta em 1920, vindo a representar um distrito de Aquiraz. Em 1938, Guarani, que logo depois recebeu o nome de Pacajus, voltou à categoria de município, tendo seu território dividido em 4 distritos: Guarani, Currais Velho, Lagoa das Pedras e Olho d’Água do Venâncio. O último viria a se tornar Horizonte, tendo recebido essa denominação pelo fato da região ser rica em fontes hídricas, sendo o olho d’água na fazenda do Venâncio a mais conhecida.
A mudança do nome para Horizonte, sugerido pela professora Raimunda Duarte Teixeira, ocorreu através do Decreto-Lei nº 1114, de 30 de dezembro de 1943, mas até tornar-se um município livre, Horizonte teve de percorrer uma grande trajetória. O 1º movimento de emancipação ocorreu em 1963, liderado por Horácio Domingos de Sousa e Manoel Feliciano de Sousa. O Governador Virgílio Távora assinou a Lei Estadual nº 6793, emancipando Horizonte. No entanto, em 1964, um ano depois, a lei foi derrubada após o início da ditadura militar.
Vinte anos depois, com o fim da ditadura, a Sociedade dos Amigos de Horizonte – Sahori – representada por Horácio Domingos de Sousa, Francisco César de Sousa, José Evandro Nogueira e Juvenal Lamartine Azevedo Lima, juntamente à população horizontina, voltaram a lutar por liberdade, realizando um plebiscito, no qual 2.273 eleitores votaram a favor da emancipação e 182 votaram em desacordo. No dia 6 de março de 1987, no Palácio da Abolição, o governador Gonzaga Mota sancionou a Lei Estadual nº 11.300, criando o município de Horizonte.  Em 1º de Janeiro de 1989, a emancipação da cidade foi concretizada com a criação da Câmara Municipal e a posse do primeiro prefeito do município, Francisco César de Sousa .

## Demografia

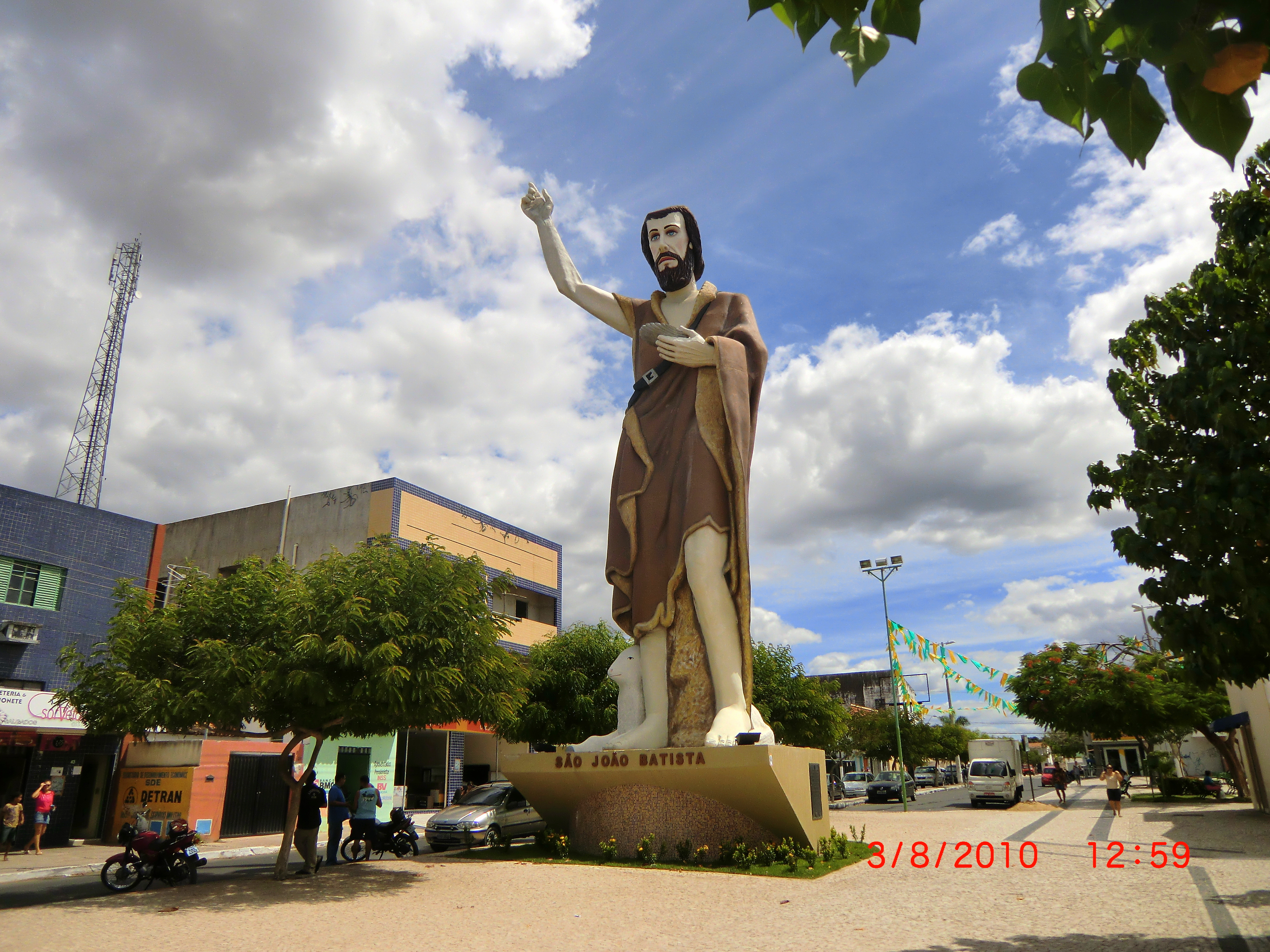
Antiga Estátua de São João Batista, sofreu um desabamento e foi removida.

A população de Horizonte é composta por mais de 74.755 pessoas.
Etnias
Os brancos são maioritariamente compostos de descendestes de portugueses, espanhóis e holandeses. Os pardos são resultado da miscigenação entre brancos e indígenas ou africanos.
| Cor/Raça | População |
| -------- | --------- |
| Parda    | 54.085    |
| Branca   | 15.709    |
| Preta    | 4.801     |
| Indígena | 98        |
| Amarelo  | 59        |

## Política
A administração municipal localiza-se na sede: Horizonte.

## Educação
Horizonte é a única cidade do Nordeste a integrar a  Associação Internacional de Cidades Educadoras (AICE) . 
O Município de Horizonte sedia a 9ª Coordenadoria Regional de Desenvolvimento da Educação (CREDE-9), que abrange os Municípios de Beberibe, Cascavel, Chorozinho, Pacajus e Pindoretama. A rede pública de ensino de Horizonte conta com 16 centros de educação infantil, 27 escolas de ensino fundamental, três escolas estaduais de ensino médio e um centro de Educação de Jovens e Adultos (CEJA), favorecendo aproximadamente 17 mil alunos.
Em 2018, houve a inauguração do Instituto Federal de Educação, Ciência e Tecnologia do Ceará (IFCE) - Campus de Horizonte, que conta com um curso de ensino superior, o de Licenciatura em Física, e os cursos técnicos em Logística, Manutenção e suporte em Informática e Secretaria Escolar (EaD).
O município conta também com a Faculdade Metropolitana de Horizonte - FMH, Instituição de Ensino Superior privada com cursos de bacharelado em diversas áreas.

## Subdivisão

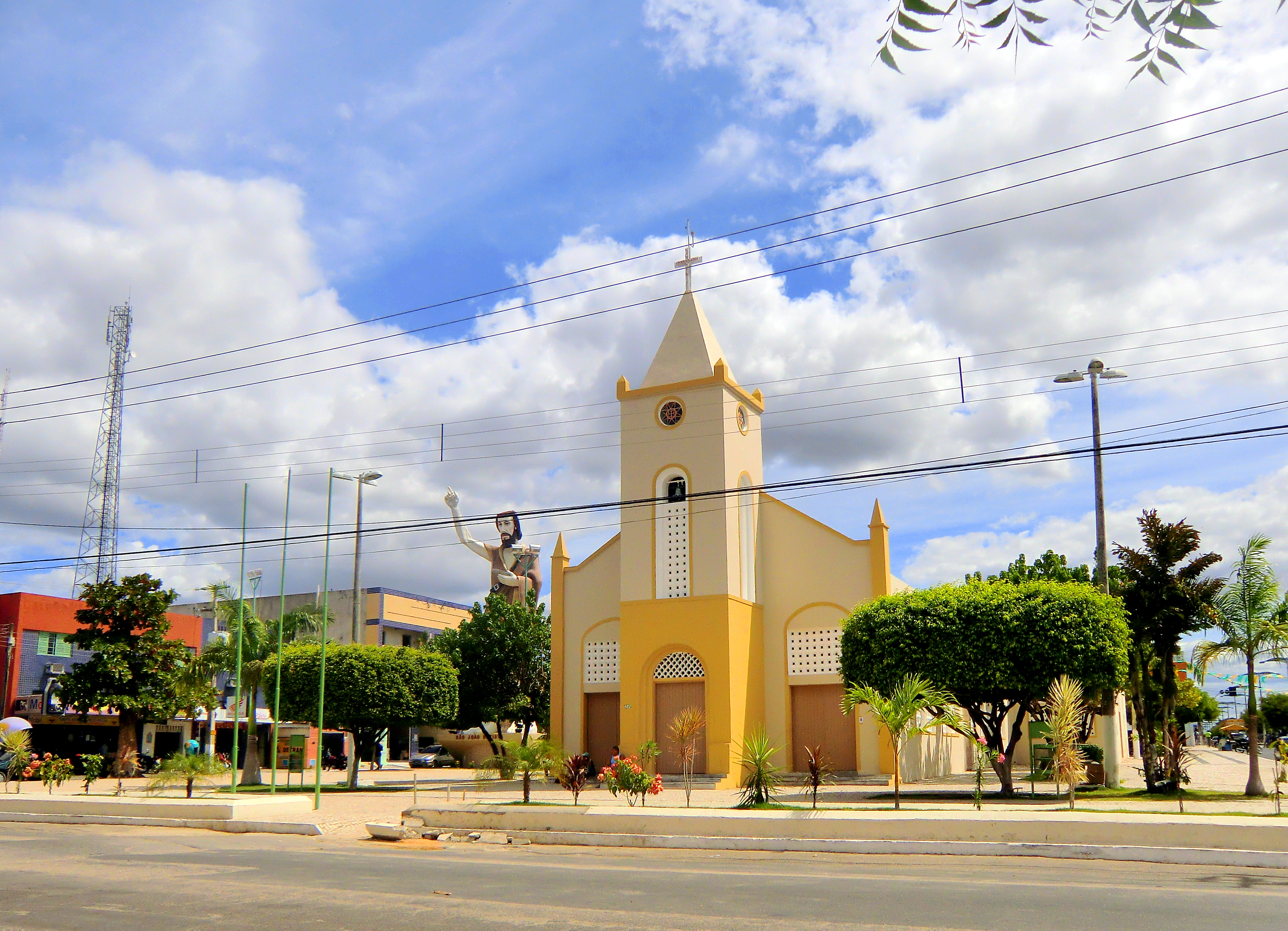
Igreja Matriz de São João Batista no centro de Horizonte

O município é dividido em 4 distritos: Horizonte (sede), Aningas, Dourado, Queimadas. A câmara municipal é composta por 15 vereadores.
Os bairros que compõem a área urbana de Horizonte são: Centro, Gameleira, Catu, Alto da Estrela, Jenipapeiro, Cajueiro da Malhada, Catolé, Lagoinha, Olho d'água, Zumbi, Mangueiral, Mal Cozinhado, São José, Vertente, Diadema, Buenos Aires, Distrito Industrial, Cachoeira, e Planalto Horizonte, sendo, esse último, um bairro recente que surgiu a partir de construções no entorno de uma das maiores fábricas de Horizonte, que é a Empresa Vulcabrás do Nordeste S/A .

## Economia
Horizonte exporta até 50.000 US$ por ano.
O município conta hoje com mais de 40 indústrias, no qual predominam os setores têxteis, de calçados, de granito e de automotivos, e mais de mil estabelecimentos comerciais, gerando juntos cerca de 20 mil empregos diretos. O PIB de Horizonte ultrapassa 1 bilhão de reais.
A Agricultura é uma das principais fontes de renda, tendo como principais atividades a cajucultura e produtos agrícolas, além da pecuária.

## Esporte
A cidade possui um clube de futebol: o Horizonte Futebol Clube, que manda seus jogos nos estádios Clenilsão e Domingão, sendo os dois localizados em Horizonte e de propriedade da prefeitura. 

## Geografia

### Desertificação
O Município de Horizonte tem baixas chances de sofrer com a desertificação e a seca.

### Hidrografia e recursos hídricos
As principais fontes de água são: Rio Pacoti, Riachos: Ereré e Mal Cozinhado. Açudes: Pacoti/Riachão e do Malcozinhado.
O açude Pacoti possui bacia hidrográfica com aproximadamente 1.080 Km², localizado em Horizonte. A barragem Pacoti foi construída pelo DNOCS, com conclusão das obras em 1981. Saindo de Fortaleza no sentido sertão, o acesso se dá pela BR -116 até a rua Itapó no Município de Horizonte, onde se percorre cerca de 1 km até o barramento do açude.

O bacia hidrográfica do município recebe águas da transposição do Rio São Francisco através do Canal do Trabalhador e do Eixão das Águas, fazendo a integração da bacia hidrográfica do Rio Jaguaribe para a bacia da Região Metropolitana de Fortaleza.

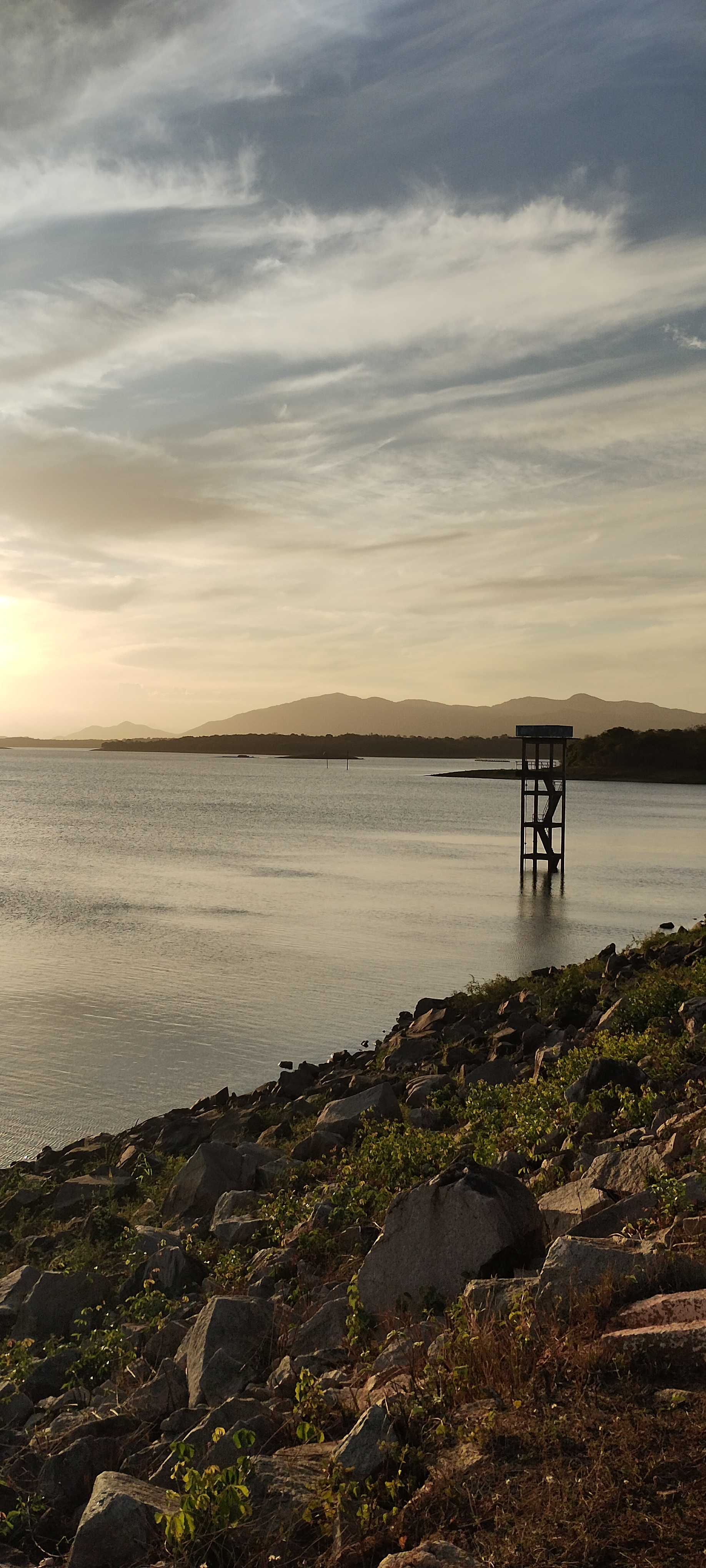
Vista da parede do Açude Pacoti em Catolé - Horizonte (CE).

### Relevo e solos

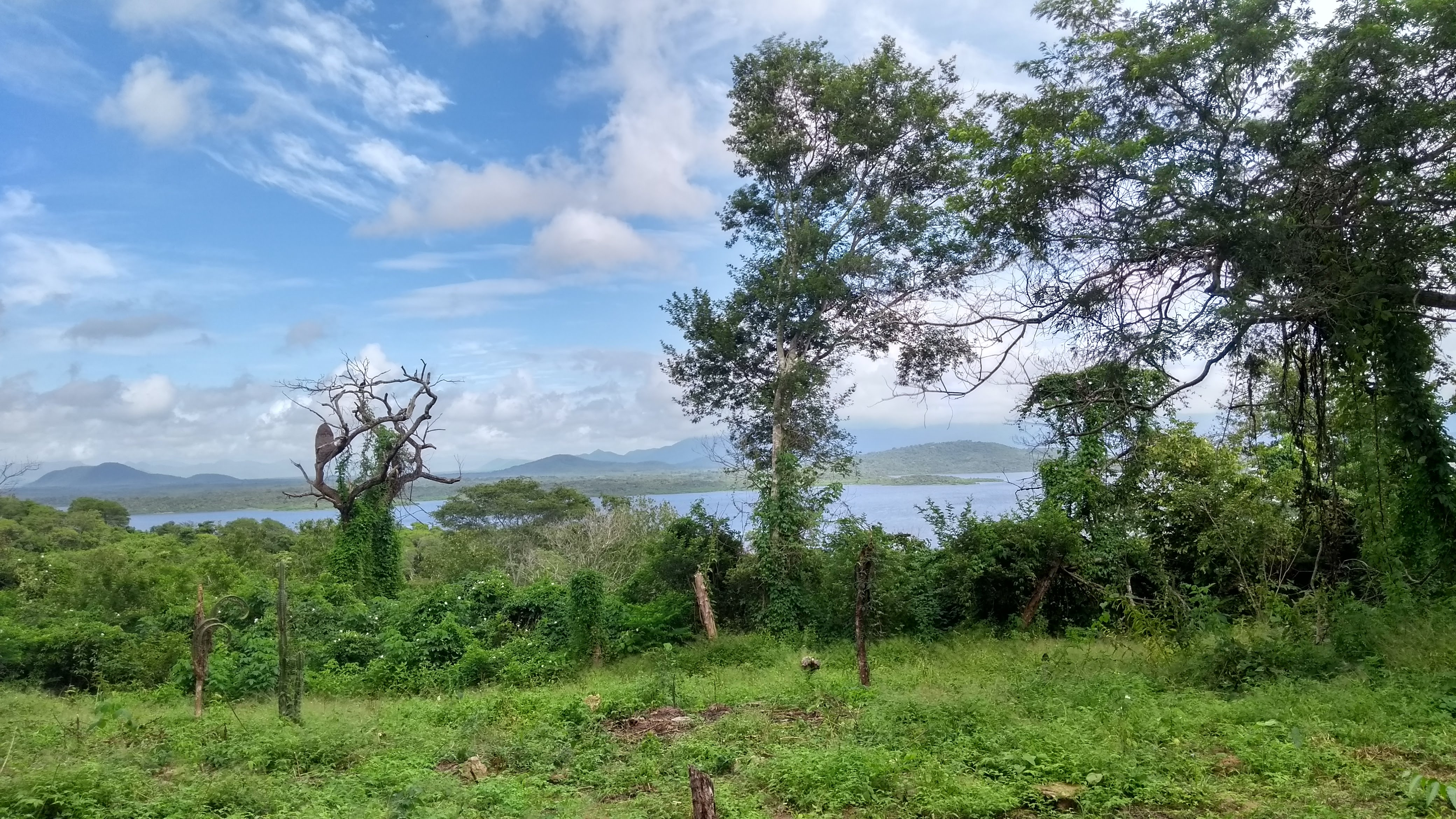
Vista do alto do Serrote João Conceição em Catolé - Horizonte (CE)

O relevo é plano e de baixas altitudes, nunca ultrapassando 100 m de altitude. Acidentes Geográficos: Serrote João Conceição, no bairro Catolé, com 127 metros acima do nível do mar, ponto mais alto da cidade.

### Vegetação
Cerrado e Complexo vegetacional da zona litorânea. 

### Clima
Tropical quente sub-úmido com pluviometria média de 1500 mm com chuvas concentradas de janeiro a junho.
As temperaturas máximas podem chegar a 32°C e as mínimas a 18°C A umidade relativa do ar é  elevada. Pequenos nevoeiros são registrados no interior de Horizonte. A temperatura mais alta já registra em Horizonte foi de 39 °C em 1987 e a mais baixa foi de 5 °C em 1975

## Índice FIRJAN de Desenvolvimento Municipal[30][31][32]
|                        | Ano base 2016 | Ano base 2011 |
| Critérios de avaliação | Índice        | Índice        |
| IFDM                   | 0.7983        | 0.7125        |
| Educação               | 0.8164        | 0.7453        |
| Saúde                  | 0.8952        | 0.6678        |
| Emprego e Renda        | 0.6832        | 0.7244        |

Atualmente, segundo o Índice FIRJAN, Horizonte está entre os 5 municípios mais desenvolvidos do Estado do Ceará e ocupa a posição 456º entre os municípios do Brasil. 

## Infraestrutura

### Energia elétrica
Horizonte está entre os melhores municípios com taxa de domicílios com distribuição adequada de  energia elétrica, são mais de noventa e nove por cento dos domicílios. Horizonte está entre os maiores consumidores de energia elétrica no Ceará.

### Saneamento
O município está com qualidade adequada de coleta de lixo, segundo pesquisas.